# Ульянина, Ольга Александровна
Ольга Александровна Ульянина (род. 31 марта 1982 года) — кандидат социологических наук, доктор психологических наук, доцент, профессор РАО, член-корреспондент РАО (2021).
Руководитель Федерального координационного центра по обеспечению развития психолого-педагогической помощи в системе образования Российской Федерации. Главный научный сотрудник научно-исследовательского центра Академии управления МВД России. Профессор департамента психологии факультета социальных наук НИУ ВШЭ.

## Биография
Родилась 31 марта 1982 года.
В 2004 г. окончила Волгоградский государственный педагогический университет по специальности «Психология», в 2014 г. — Волгоградский государственный университет по специальности «Юриспруденция».
В 2009 г. защитила кандидатскую диссертацию на тему: «Реклама как фактор формирования ценностных ориентаций российской студенческой молодежи: на примере студентов вузов Волгограда», в 2019 г. — докторскую диссертацию на тему: «Психологическое сопровождение формирования личностной компетентности сотрудников органов внутренних дел в образовательных организациях МВД России».
В 2014—2016 гг. — заместитель начальника отдела морально-психологического обеспечения — начальник отделения психологического обеспечения, руководитель психологической службы Волгоградской академии МВД России.
С 2016 г. работала в Академии управления МВД России: доцент кафедры психологии, педагогики и организации работы с кадрами (2016—2019), ведущий научный сотрудник отдела по исследованию проблем отраслевого управления научно-исследовательского центра (2019—2020), заместитель начальника кафедры психологии, педагогики и организации работы с кадрами, член диссертационного совета на базе МГППУ и Академии управления МВД России (2020), главный научный сотрудник.
В 2020—2021 гг. — руководитель Федерального ресурсного центра психологической службы в системе образования РАО; преподает в НИУ ВШЭ.
С 2021 г. — руководитель Федерального координационного центра по обеспечению психологической службы в системе образования Российской Федерации, профессор департамента психологии факультета социальных наук НИУ ВШЭ.
В 2021 г. избрана членом-корреспондентом Российской академии образования.
С 2025 г. — Федеральный координационный центр по обеспечению психологической службы в системе образования Российской Федерации переименован в «Федеральный координационный центр по обеспечению развития психолого-педагогической помощи в системе образования Российской Федерации».

## Научная деятельность
Сфера научных интересов:
- формирование личности обучающихся;
- психолого-педагогическое сопровождение участников образовательных отношений;
- формирование и поддержание психологической безопасности образовательной среды;
- профессиональная деятельность педагога-психолога и кризисного психолога в системе образования, включая компетентностную модель специалистов психологической службы в системе образования;
- разработка модели психологической службы педагогических вузов;
- поиск инновационных подходов и создание технологий профессиональной подготовки специалистов психологической службы в системе образования;
- разработка, адаптация и стандартизация психодиагностических методик, используемых в работе педагогом-психологом;
- верификация просветительских, профилактических, коррекционно-развивающих и реабилитационных программ в рамках доказательного подхода;
- создание, анализ и изучение эффективности использования цифровых инструментов в практике работы педагога-психолога, в том числе дистанционных сервисов психологического консультирования;
- разработка подходов, методов и технологий оказания экстренной и кризисной психологической помощи участникам образовательных отношений, пострадавших в результате чрезвычайной и кризисной ситуации;
- психологическое сопровождение и помощь семьям и детям, оказавшимся в трудной жизненной ситуации, в том числе ставшими свидетелями военных действий;
- изучение последствий и степени травматизации детей, пострадавших в результате военных действий и т. д.

- •	Ульянина О.А. Личностная компетентность специалистов правоохранительной сферы: психотехнологии формирования в образовательных организациях высшего образования: монография. Москва: РИОР: ИНФРА-М, 2022. 220 с.
- •	Ульянина О.А., Гаврилова О.Я., Тимур О.Ю. Защита детей-сирот и детей, оставшихся без попечения родителей, от насилия и жестокого обращения: правовые основания и психологическая помощь: монография. Москва: РИОР, 2022. 158 с.
- •	Вахнина В. В., Ульянина О. А., Мальцева Т. В., Михайлова Т. В., Метелев А. В. Психология управления руководителей органов внутренних дел Российской Федерации: учебник. М.: Академия управления МВД России, 2021. 344 с.
- •	Ульянина О.А., Леви М.В., Теплова О.А., Касперович Ю.Г., Виноградов М.В. Психодиагностика с сотрудниками органов внутренних дел Российской Федерации: учебник / Под общ. ред. О.А. Ульяниной. М.: Проспект, 2021. 512 с.
- •	Ульянина О.А., Зинатуллина А.М., Любка Е.И. Современные проблемы детства и психологическая помощь семье: методическое пособие. Москва: РИОР, 2021. 350 с.
- •	Ульянина О.А. Психологическая подготовка лиц, впервые принятых на службу в органы внутренних дел Российской Федерации по должности служащего «Полицейский»: учебно-методическое пособие. М.: Академия управления МВД России, 2021. 140 с.
- •	Ульянина О.А., Гаврилова О.Я., Тимур О.Ю. Межведомственное взаимодействие при оказании экстренной психологической помощи несовершеннолетним: методические рекомендации. Москва: РИОР, 2021. 133 с.
- •	Ульянина О.А., Зинатуллина А.М., Любка Е.И. Воспитанники специальных учебно-воспитательных учреждений: психологический анализ эмоциональных и личностных проблем: методические рекомендации. Москва: РИОР, 2021. 76 с.
- •	Ульянина О.А., Зинатуллина А.М., Любка Е.И. Противодействие терроризму: психологическая помощь обучающимся и формирование личности безопасного типа: практическое пособие. Москва: РИОР, 2021. 76 с.
- •	Противодействие терроризму: психологическая помощь обучающимся и формирование личности безопасного типа: практическое пособие / О.А. Ульянина, А.М. Зинатуллина, Е.И. Любка. - М.: РИОР, 2021. - 74 с.
- •	Социально-психологический тренинг формирования психологической устойчивости и коммуникативной компетентности сотрудников полиции / О.А. Ульянина. - М.: Академия управления МВД России, 2020. - 96 с.
- •	Роль руководителя территориального органа МВД России в организации морально-психологического обеспечения оперативно-служебной деятельности личного состава : учебно-методическое пособие / В.В. Вахнина, Т.В. Мальцева, Т.В. Михайлова, О.А. Ульянина. - М.: Академия управления МВД России, 2020. - 93 с.
- •	Психологические основы компетентностного подхода в ведомственном образовании: от теории к практике / О.А. Ульянина. - Чебоксары, 2019. - 238 с.
- •	Психологическая работа в органах внутренних дел: учебное пособие / В.В. Вахнина, Т.В. Мальцева, О.А. Ульянина, Н.В. Ложкина. - М.: Академия управления МВД России, 2019. - 106 с.
- •	Основы конфликтологии в деятельности руководителей органов внутренних дел: учебное пособие / О.А. Ульянина, В.В. Вахнина, Т.В. Мальцева, Т.В. Михайлова. - М : Академия управления МВД России, 2019. - 100 с.
- •	Профайлинг в деятельности органов внутренних дел: учебное пособие / В.В. Вахнина, Т.В. Мальцева, Т.В. Михайлова, О.А. Ульянина. - М.: Академия управления МВД России, 2019. - 98 с.
- •	Социально-психологический тренинг формирования психологической устойчивости и коммуникативной компетентности сотрудников полиции: учебно-методическое пособие / О.А. Ульянина. - М.: Академия управления МВД России, 2018. - 90 с.
- •	Социально-психологический климат в служебных коллективах органов внутренних дел: учебное пособие / К.А. Егоров, Л.Ю. Тюнис, О.А. Ульянина. - М.: Академия управления МВД России, 2018. - 90 с.
- •	Психологические подходы к реализации компетентностной модели подготовки специалистов в образовательных организациях высшего профессионального образования МВД России: монография / О.А. Ульянина. - Омск , 2017. - 217 с.
- •	Формирование личностной компетентности курсантов и слушателей образовательных организаций МВД России посредством социально-психологического тренинга: учебно-методическое пособие / О.А. Ульянина. - Волгоград: Волгоградская академия МВД России, 2016. - 210 с.

## Награды
1. Медаль «За вклад в развитие военной психологии» (Общество психологов силовых структур, 2014 г.),
2. Благодарность МВД России (МВД России, 2017 и 2019 гг.)
3. Медаль МВД России «За доблесть в службе» (МВД России, 2018 г.)
4. Благодарность Минстроя России за личный вклад при реализации мероприятий специального инфраструктурного проекта по развитию новых территорий Российской Федерации (Минстрой России, 2022 г.)
5. Почетная грамота Президента Российской Федерации (Распоряжение Президента Российской Федерации, 2023 г.)